# Isle La Motte
Isle La Motte – miasto w Stanach Zjednoczonych, w stanie Vermont, w hrabstwie Grand Isle.